# Vähä-Ruohonen
Vähä-Ruohonen eller Pieni Ruohostenjärvi är en sjö i Finland. Den ligger i kommunen Utajärvi i landskapet Norra Österbotten, i den centrala delen av landet, 500 km norr om huvudstaden Helsingfors. Vähä-Ruohonen ligger 115,9 meter över havet. Arean är 1,15 kvadratkilometer och strandlinjen är 7,48 kilometer lång. Sjön  ingår i Kiminge älvs huvudavrinningsområde. 